# Йосиф Ковачев
Йосиф Антонов Ковачев или Ковачов е виден български учен, педагог, обществен и държавен деец, депутат, кмет на София, действителен член на Българското книжовно дружество от 1884 г. и филантроп.

## Биография
Йосиф Ковачев е роден на 14 януари 1839 година в българския град Щип (днес Северна Македония). Брат е на революционера Михаил Ковачев и чичо на Владимир Ковачев, Владислав Ковачев и Антон Ковачев. Учи във взаимно училище в Щип, църковен певец и учител в Гниляне между 1855 – 1859 година. Следва в духовната семинария в Белград от 1859 година, а след това се прехвърля в Киевската семинария през 1861 година и я завършва в периода 1864 – 1868 година със средства от Одеското българско настоятелство.
Завръща се в българските земи и до Освобождението учителства в Габрово (1868), откъдето е интерниран в родния си град по нареждане на Мидхат паша, Щип (1868 – 1872) и Прилеп (1874 – 1877). За пръв път използва класно-урочната организация на обучение и звучната метода, въведена успешно в Прилепското българско мъжко училище по време на неговото директорство там. В Щип създава първото българско мъжко педагогическо училище, като негов помощник тогава е Александър Попорушев. През 1872 година е назначен за училищен инспектор в Кюстендил. В 1873 година излиза книгата му „Школска педагогия или методическо ръководство за учителите и управителите на народни школи“, който е първият български учебник по педагогика. В 1874 година издава „Буквар по нагледната и гласна метода“, а в 1875 – „Български буквар по звучната метода за народните школи“, излязъл едновременно в Пловдив, Русе и Велес, и претърпял 5 издания до 1885 година. Ковачев е автор и на „Ръководство за първоначалното обучение в четенето и писането по звучната метода“ (1879).
След Освобождението е началник на народното просвещение в Пловдив, а след това е училищен инспектор в Софийската губерния (1878 – 1879) в Княжството. Назначен е за народен представител в Учредителното събрание в 1879 година от руския императорски комисар Александър Дондуков-Корсаков. След това е избран за председател на Губернския съвет в София. В 1880 година е избран за депутат в Първото обикновено народно събрание от Кюстендилска околия. Заема длъжностите главен секретар на Министерството на вътрешните работи (1880 – 1881), член на Държавния съвет (1882) и кмет на София (1886 – 1887). Като кмет от 20 октомври 1886 до 1 ноември 1887 година продължава регулирането на някои софийски улици.
От 1888 г. до края на живота си е преподавател по педагогика във Висшето училище в София (днес Софийски университет). В 1895 година на II македонски конгрес е избран за подпредседател на Върховния македонски комитет. На III македонски конгрес на следващата година отново е избран за подпредседател на комитета, а от март до юни 1897 година е негов председател.
Заедно със съпругата си Екатерина формират фонд за насърчаване на млади изследователи в областта на историята на българския език и на педагогиката и завещават 1 220 000 лева на Софийския университет. Умира на 31 октомври 1898 г. в София.
- Йосиф Ковачев като млад
- Корица на „Български буквар“ (1875)
- Корица на „Школска педагогия“ (1873)
- Облигация на ВМК с подписа на Ковачев като председател

## Идеи за развитието на българския език
В средата на 70-те години на XIX век Ковачев предлага за основа на българския книжовен език да бъде взет „шопският диалект“, термин, с който той обозначава кюстендилския говор. Аргументира се главно със средищното положение на този диалект по отношение на останалите (балканския и македонския) и неговата разбираемост от говорещите на други диалекти. Освен това възприема този диалект като най-чист по отношение на чужди влияния. Говорите в Кюстендилско са в основата и на неговия „Български буквар“ (1875).

## Памет
На Йосиф Ковачев е наречена улица в квартал „Сухата река“ в София (Карта).

## Родословие
|                       |                       |                       |                       |                             |                             |                             |                             |                                 |                                 |                                 |                                 | Антон Ковачев                   |                                 |  |  |                                |                                |                                |                                |                                |                                |  |  |                             |                             |                             |                             |                              |                              |                              |                              |                              |                              |                              |                              |                              |                              |  |  |                             |                             |                             |                             |                             |                             |
|                       |                       |                       |                       |                             |                             |                             |                             |                                 |                                 |                                 |                                 |                                 |                                 |  |  |                                |                                |                                |                                |                                |                                |  |  |                             |                             |                             |                             |                              |                              |                              |                              |                              |                              |                              |                              |                              |                              |  |  |                             |                             |                             |                             |                             |                             |
|                       |                       |                       |                       |                             |                             |                             |                             |                                 |                                 |                                 |                                 |                                 |                                 |  |  |                                |                                |                                |                                |                                |                                |  |  |                             |                             |                             |                             |                              |                              |                              |                              |                              |                              |                              |                              |                              |                              |  |  |                             |                             |                             |                             |                             |                             |
| Екатерина Костадинова | Екатерина Костадинова | Екатерина Костадинова | Екатерина Костадинова | Екатерина Костадинова       | Екатерина Костадинова       |                             |                             | Йосиф Ковачев (1839 – 1898)     | Йосиф Ковачев (1839 – 1898)     | Йосиф Ковачев (1839 – 1898)     | Йосиф Ковачев (1839 – 1898)     | Йосиф Ковачев (1839 – 1898)     | Йосиф Ковачев (1839 – 1898)     |  |  | Михаил Ковачев (1840 – 1908)   | Михаил Ковачев (1840 – 1908)   | Михаил Ковачев (1840 – 1908)   | Михаил Ковачев (1840 – 1908)   | Михаил Ковачев (1840 – 1908)   | Михаил Ковачев (1840 – 1908)   |  |  |                             |                             |                             |                             |                              |                              |                              |                              |                              |                              |                              |                              |                              |                              |  |  |                             |                             |                             |                             |                             |                             |
| Екатерина Костадинова | Екатерина Костадинова | Екатерина Костадинова | Екатерина Костадинова | Екатерина Костадинова       | Екатерина Костадинова       |                             |                             | Йосиф Ковачев (1839 – 1898)     | Йосиф Ковачев (1839 – 1898)     | Йосиф Ковачев (1839 – 1898)     | Йосиф Ковачев (1839 – 1898)     | Йосиф Ковачев (1839 – 1898)     | Йосиф Ковачев (1839 – 1898)     |  |  | Михаил Ковачев (1840 – 1908)   | Михаил Ковачев (1840 – 1908)   | Михаил Ковачев (1840 – 1908)   | Михаил Ковачев (1840 – 1908)   | Михаил Ковачев (1840 – 1908)   | Михаил Ковачев (1840 – 1908)   |  |  |                             |                             |                             |                             |                              |                              |                              |                              |                              |                              |                              |                              |                              |                              |  |  |                             |                             |                             |                             |                             |                             |
|                       |                       |                       |                       |                             |                             |                             |                             |                                 |                                 |                                 |                                 |                                 |                                 |  |  |                                |                                |                                |                                |                                |                                |  |  |                             |                             |                             |                             |                              |                              |                              |                              |                              |                              |                              |                              |                              |                              |  |  |                             |                             |                             |                             |                             |                             |
|                       |                       |                       |                       |                             |                             |                             |                             |                                 |                                 |                                 |                                 |                                 |                                 |  |  |                                |                                |                                |                                |                                |                                |  |  |                             |                             |                             |                             |                              |                              |                              |                              |                              |                              |                              |                              |                              |                              |  |  |                             |                             |                             |                             |                             |                             |
| Анастасия Размова     | Анастасия Размова     | Анастасия Размова     | Анастасия Размова     | Анастасия Размова           | Анастасия Размова           |                             |                             | Владислав Ковачев (1875 – 1924) | Владислав Ковачев (1875 – 1924) | Владислав Ковачев (1875 – 1924) | Владислав Ковачев (1875 – 1924) | Владислав Ковачев (1875 – 1924) | Владислав Ковачев (1875 – 1924) |  |  | Владимир Ковачев (1875 – 1910) | Владимир Ковачев (1875 – 1910) | Владимир Ковачев (1875 – 1910) | Владимир Ковачев (1875 – 1910) | Владимир Ковачев (1875 – 1910) | Владимир Ковачев (1875 – 1910) |  |  | Антон Ковачев (1877 – 1931) | Антон Ковачев (1877 – 1931) | Антон Ковачев (1877 – 1931) | Антон Ковачев (1877 – 1931) | Антон Ковачев (1877 – 1931)  | Антон Ковачев (1877 – 1931)  |                              |                              | Райна Ковачева (1880 – 1967) | Райна Ковачева (1880 – 1967) | Райна Ковачева (1880 – 1967) | Райна Ковачева (1880 – 1967) | Райна Ковачева (1880 – 1967) | Райна Ковачева (1880 – 1967) |  |  | Йосиф Ковачев (1885 – 1916) | Йосиф Ковачев (1885 – 1916) | Йосиф Ковачев (1885 – 1916) | Йосиф Ковачев (1885 – 1916) | Йосиф Ковачев (1885 – 1916) | Йосиф Ковачев (1885 – 1916) |
| Анастасия Размова     | Анастасия Размова     | Анастасия Размова     | Анастасия Размова     | Анастасия Размова           | Анастасия Размова           |                             |                             | Владислав Ковачев (1875 – 1924) | Владислав Ковачев (1875 – 1924) | Владислав Ковачев (1875 – 1924) | Владислав Ковачев (1875 – 1924) | Владислав Ковачев (1875 – 1924) | Владислав Ковачев (1875 – 1924) |  |  | Владимир Ковачев (1875 – 1910) | Владимир Ковачев (1875 – 1910) | Владимир Ковачев (1875 – 1910) | Владимир Ковачев (1875 – 1910) | Владимир Ковачев (1875 – 1910) | Владимир Ковачев (1875 – 1910) |  |  | Антон Ковачев (1877 – 1931) | Антон Ковачев (1877 – 1931) | Антон Ковачев (1877 – 1931) | Антон Ковачев (1877 – 1931) | Антон Ковачев (1877 – 1931)  | Антон Ковачев (1877 – 1931)  |                              |                              | Райна Ковачева (1880 – 1967) | Райна Ковачева (1880 – 1967) | Райна Ковачева (1880 – 1967) | Райна Ковачева (1880 – 1967) | Райна Ковачева (1880 – 1967) | Райна Ковачева (1880 – 1967) |  |  | Йосиф Ковачев (1885 – 1916) | Йосиф Ковачев (1885 – 1916) | Йосиф Ковачев (1885 – 1916) | Йосиф Ковачев (1885 – 1916) | Йосиф Ковачев (1885 – 1916) | Йосиф Ковачев (1885 – 1916) |
|                       |                       |                       |                       |                             |                             |                             |                             |                                 |                                 |                                 |                                 |                                 |                                 |  |  |                                |                                |                                |                                |                                |                                |  |  |                             |                             |                             |                             |                              |                              |                              |                              |                              |                              |                              |                              |                              |                              |  |  |                             |                             |                             |                             |                             |                             |
|                       |                       |                       |                       | Жени Ковачева (1905 – 1994) | Жени Ковачева (1905 – 1994) | Жени Ковачева (1905 – 1994) | Жени Ковачева (1905 – 1994) | Жени Ковачева (1905 – 1994)     | Жени Ковачева (1905 – 1994)     |                                 |                                 |                                 |                                 |  |  |                                |                                |                                |                                |                                |                                |  |  |                             |                             |                             |                             | Михаил Ковачев (1905 – 1972) | Михаил Ковачев (1905 – 1972) | Михаил Ковачев (1905 – 1972) | Михаил Ковачев (1905 – 1972) | Михаил Ковачев (1905 – 1972) | Михаил Ковачев (1905 – 1972) |                              |                              |                              |                              |  |  |                             |                             |                             |                             |                             |                             |